# Susana Dalmás
Susana Dalmás (* 16. Juli 1948 in Montevideo; † 31. Dezember 2012 ebenda) war eine uruguayische Politikerin.

## Leben und Wirken
Dalmás war die Tochter von Octavio Dalmás und Elida Garcén. Ihr schulischer Werdegang führte über den Besuch der Schulen Venezuela und Brig. Gral. Juan Antonio Lavalleja auf das Liceo N°3 Dámaso Antonio Larrañaga. Das Abitur legte sie dann am Instituto Vázquez Acevedo (IAVA) ab. 1965 und 1966 hielt sie sich im Rahmen eines Stipendiums in Kalifornien auf. Ab 1970 besuchte sie das Instituto de Profesores Artigas und absolvierte eine Ausbildung zur Geschichtslehrerin. Von 1971 bis 1979 arbeitete sie für das staatliche Unternehmen ANTEL, verlor diese Anstellung jedoch aus politischen Gründen und wegen ihrer gewerkschaftlichen Betätigung während der seinerzeit in Uruguay herrschenden zivil-militärischen Diktatur. Mit der 1985 wieder Platz greifenden Demokratie erlangte sie auch ihre Anstellung zurück. Etwa in diesem Zeitraum kamen auch ihre drei Kinder Fernando (* 1979), María (* 1982) und Francisco (* 1986) zur Welt. Von 1990 bis 1994 war sie Vorsitzende der Gewerkschaft Sindicato Único de Telecomunicaciones (SUTEL).
Dalmás gehörte der Frente Amplio an. Erstmals wurde sie bei der Wahl 1994 für die anschließende Legislaturperiode als Senatorin gewählt. Dabei trat sie für den Sektor Asamblea Uruguay der Frente Amplio an. Bei der nachfolgenden Wahl im Jahre 1999 wurde sie nicht wiedergewählt. Jedoch zog sie sowohl nach der Wahl des Jahres 2004, bei der sie für das Sublema Todos por el cambio antrat, für das Parteienbündnis Partido Encuentro Progresista-Frente Amplio-Nueva Mayoría als auch 2009 für zwei weitere Amtszeiten in die Cámara de Senadores ein. Im Senat hatte sie 2006 zunächst den stellvertretenden Vorsitz der Comisión de la Comisión de Industria, Energía, Comercio, Turismo y Servicios de la Cámara de Senadores inne. Im Folgejahr war Dalmás dann deren Vorsitzende. 2009 war sie Präsidentin der Comisión de Asuntos Laborales y Seguridad Social.
Dalmás, die zuletzt in Ciudad de la Costa lebte, erlitt zwei Tage vor Heiligabend 2012 einen Herzinfarkt. Nach mehrtägigem Koma verstarb sie am Silvestertag im CASMU, wobei zuletzt eine Gehirnblutung diagnostiziert wurde. Am Neujahrstag 2013 wurde sie in Tarariras im Departamento Colonia beigesetzt.